# Prosa Rural
Prosa Rural é um programa de rádio brasileiro para os agricultores familiares.

## História
Em 2003, a Empresa Brasileira de Pesquisa Agropecuária - Embrapa buscou o Rádio para divulgar tecnologias e informações úteis para o dia a dia das famílias rurais do Semiárido nordestino, como uma das ações do Programa Fome Zero, do Governo Federal. Em 2004, o programa Prosa Rural foi ao ar, inicialmente para cerca de 50 emissoras. Ao final de 2004, 423 emissoras (comerciais e comunitárias) estavam transmitindo o Prosa Rural para todo o Semárido Nordestino.
O programa foi expandido e, em 2005, chegou à região Norte e ao Vale do Jequitinhonha, em Minas Gerais. O Norte ganhou uma programação própria, com temas adequados à realidade da região, com conteúdos produzidos por seis centros de pesquisa da Embrapa. Já o Vale do Jequitinhonha, por apresentar características ambientais semelhantes às do Semiárido, passou a receber os mesmos programas da programação produzida para o Nordeste. No entanto, para melhor atender esse novo público, dois centros de pesquisa da Embrapa foram convidados a compor a equipe.
Em 2006, novas rádios estavam sintonizadas nessa prosa – as do Centro-Oeste brasileiro. Com novo reforço na equipe responsável pela produção do programa, a região ganha programação própria, específica para atender às necessidades locais.
Em 2007, chegou a vez dos ouvintes de Minas Gerais, São Paulo, Rio de Janeiro e Espírito Santo conhecerem o Prosa Rural: os programas produzidos para a região Centro-Oeste, contando com o apoio de novos colaboradores, passam a ser veiculados também em Rádios parceiras na região Sudeste.
E as ondas dessa prosa chegam também à região Sul do País, em 2008, com o conteúdo desenvolvido pelas unidades de pesquisa da região.
Toda essa história também conta com o apoio das Organizações Estaduais de Pesquisa Agropecuária e de instituições parceiras.